# St. Gertrud (Herzogenrath)

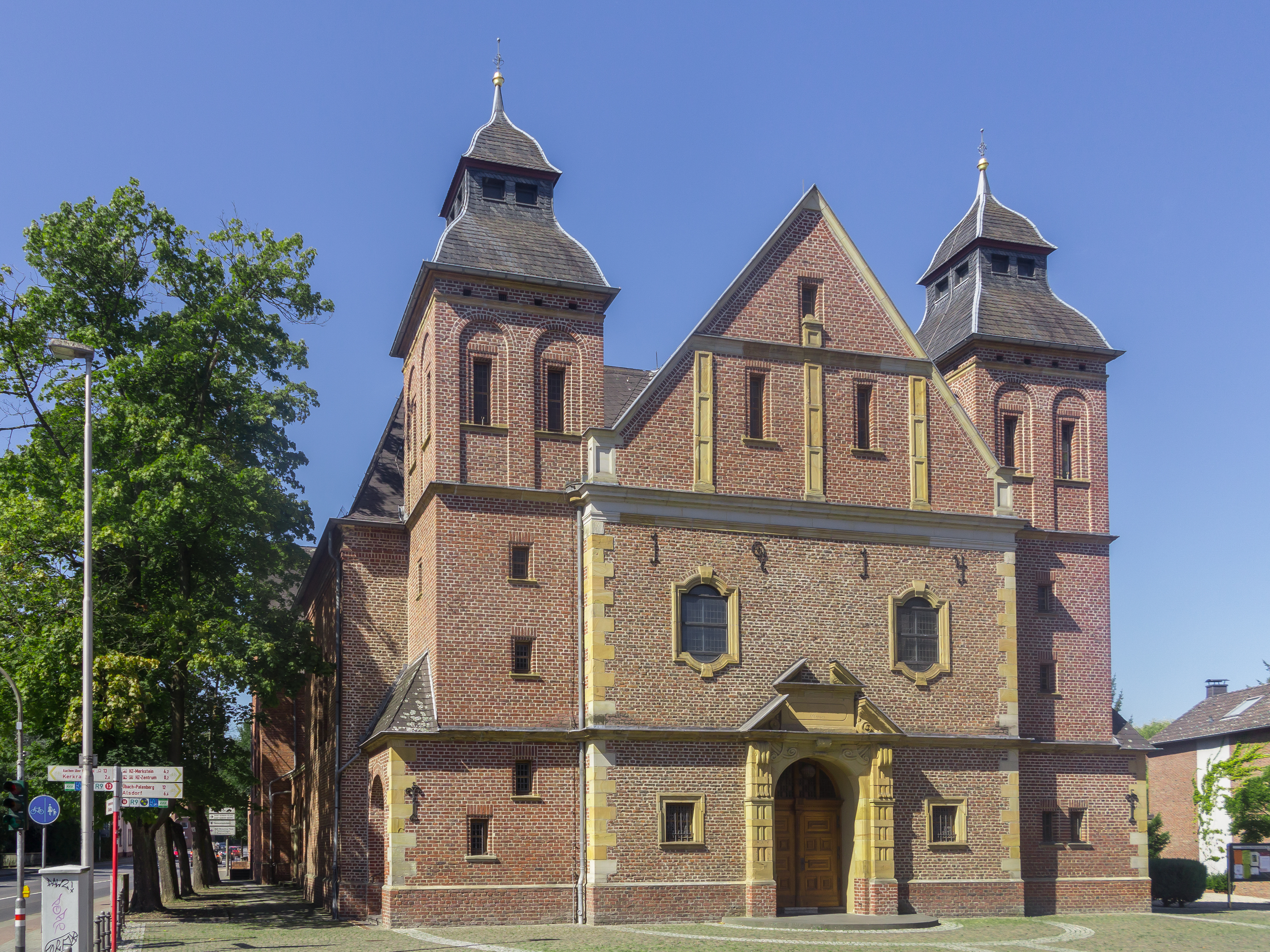
Kirche St. Gertrud

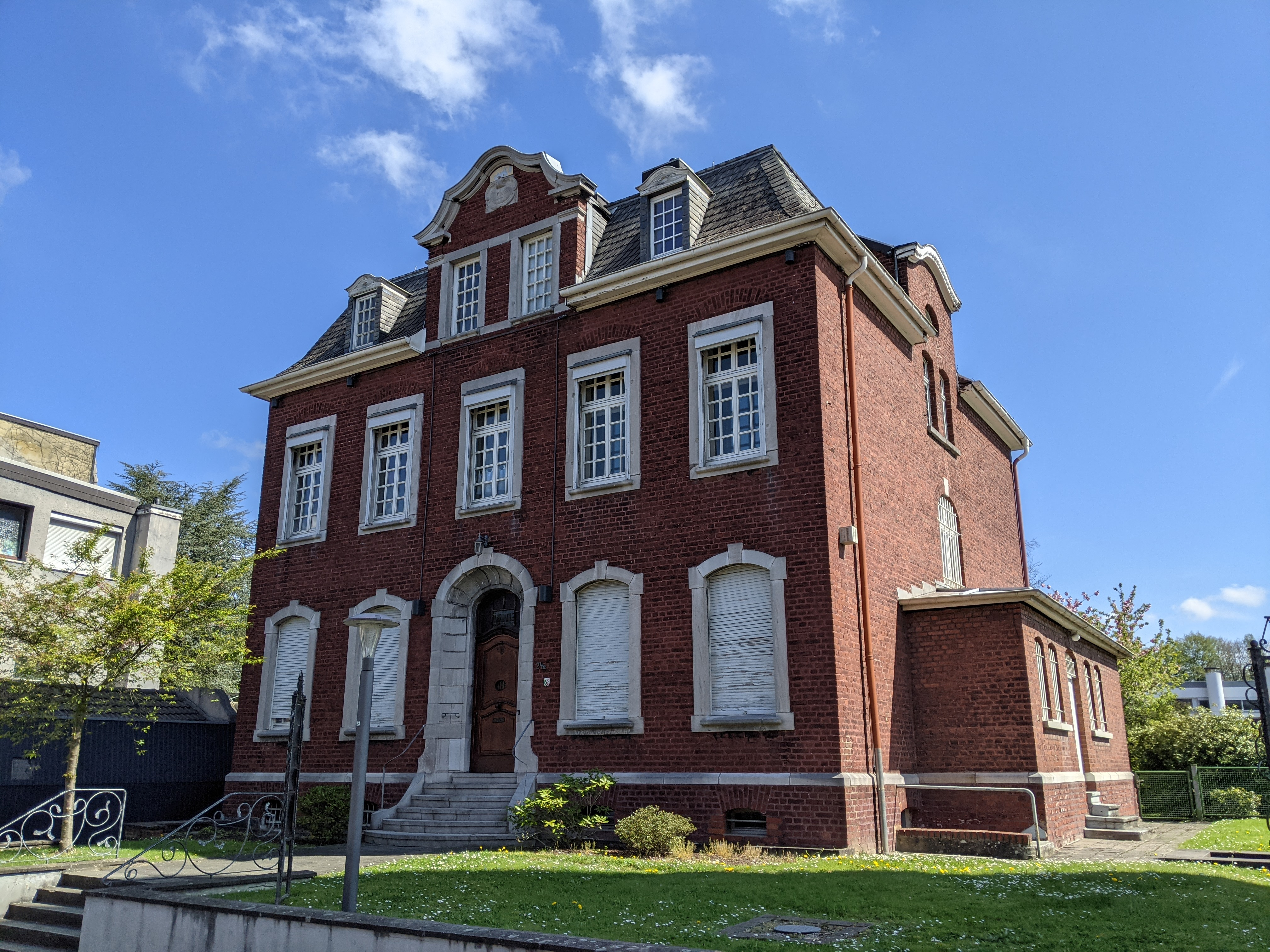
Ehemaliges Pfarrhaus

St. Gertrud im Ortsteil Afden von Herzogenrath ist eine römisch-katholische Pfarrei und eine Kirche mit wechselvoller Baugeschichte. Die Kirchenpatronin ist die heilige Gertrud von Nivelles. St. Gertrud gehört zur Gemeinschaft der Gemeinden Herzogenrath-Merkstein im Bistum Aachen.

## Geschichte der Pfarrei
St. Gertrud gehört mit St. Lambert in Kerkrade und St. Willibrord in Merkstein zu den ältesten Pfarreien der Gegend. Möglicherweise im 9. Jahrhundert entstanden findet sich die erste Erwähnung einer Kirche in den Annalen von Rolduc in einem Vorgang, der dem Jahr 1116 zugeordnet ist. Von 1178 bis zur Säkularisation war die Pfarrei der Abtei Rolduc inkorporiert, weshalb häufig Geistliche des Klosters Pfarrer in Afden waren. Andererseits verlief die Grenze zwischen dem Bistum Lüttich und dem Erzbistum Köln entlang der Wurm, und so war Afden immer Teil des Erzbistums, während das Kloster ein maßgebliches Zentrum des Bistums Lüttich war.
Zu dieser Zeit gehörten zur Pfarre St. Gertrud neben Afden die Ortsteile Noppenberg, Ruif, Bierstraß, Römer, Rìtzerfeld (tlw.) und die Vorstadt Herzogenraths Kleik (östlich der Wurm gelegen). Erst seit 1795 änderte sich die Bistumszuordnung durch die politische und kirchliche Eingliederung der linksrheinischen Gebiete in den französischen Staat und damit verbunden durch die Errichtung des Bistums Aachen. Dies änderte sich wieder mit der Übernahme des Gebietes der heutigen Stadt Herzogenrath durch das Königreich Preußen im Abkommen von Aachen 1816 und der päpstlichen Bulle De salute animarum, durch die 1821 das Bistum Aachen aufgehoben und das Erzbistum Köln wiedererrichtet wurde. An den örtlichen Pfarrgrenzen änderte sich in dieser Zeit nichts.
Erst als 1923 St. Antonius im Ortsteil Niederbardenberg eigenständige Pfarrei wurde, übernahm diese die Ortsteile Häuser Jüd, Kämmerhöf und Feldgen. Seit 1929 gehört die Pfarre zum wiedererrichteten Bistum Aachen. 1942 wurden Thiergarten, Ritzerfeld und Bierstraß der Herz-Jesu-Kapelle in Thiergarten zugeordnet sowie weitere kleinere Teile der Christ-König-Gemeinde in Alsdorf-Busch.

## Baugeschichte

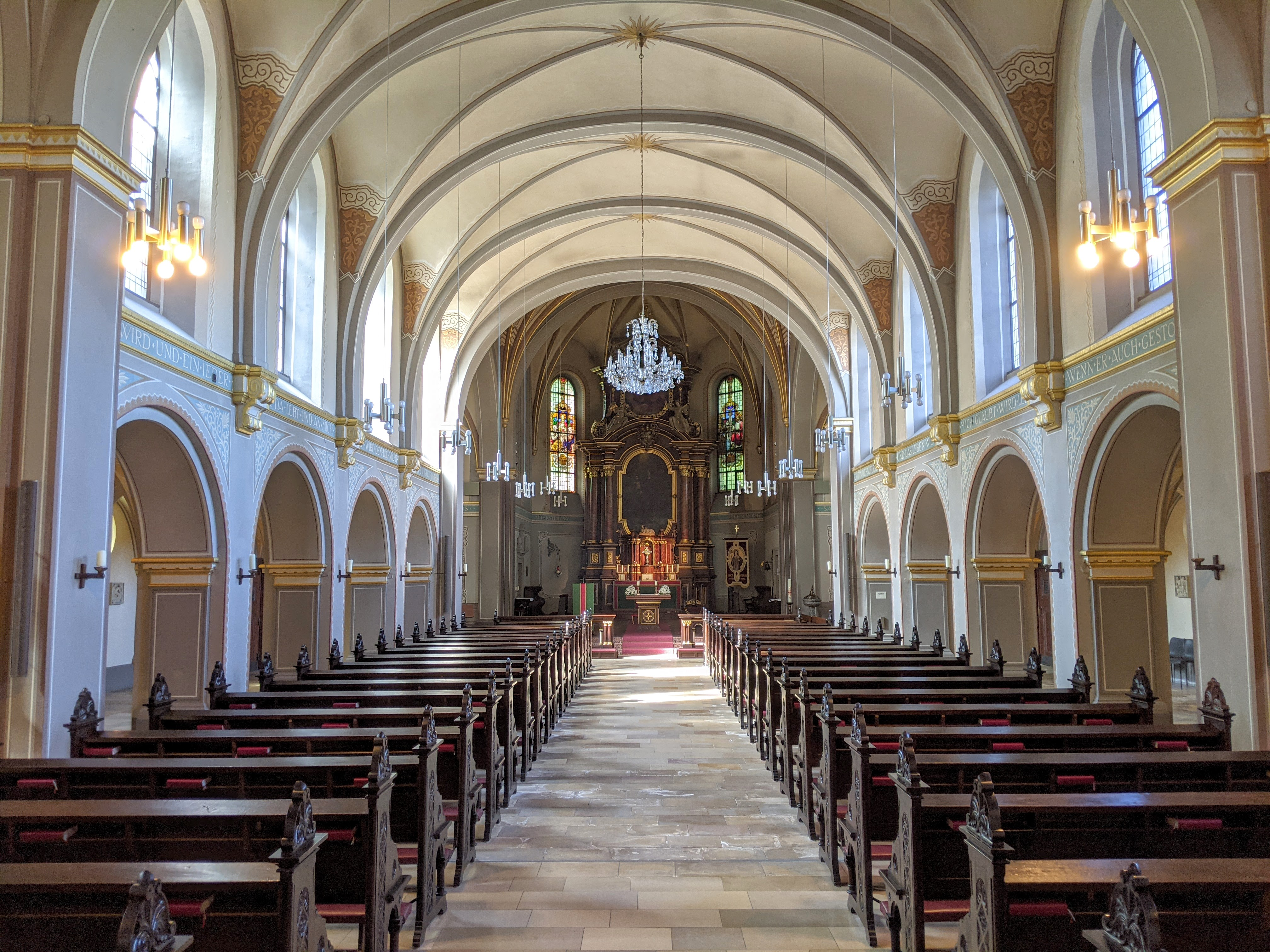
Innenansicht

Über das Aussehen und die genaue Lage der Vorgängerkirchen bis 1683 ist nichts bekannt. Damals begann die Gemeinde einen Neubau, einen einschiffigen, eingewölbten barocken Ziegelbau mit glatten Wänden innen wie außen, einem 3/6 Chor und einem niedrigen Turm im Westen. Zu beiden Seiten des Chores standen niedrige Anbauten, im Norden die Taufkapelle, im Süden die Sakristei. Sie konnte im Dezember 1686 eingeweiht werden.

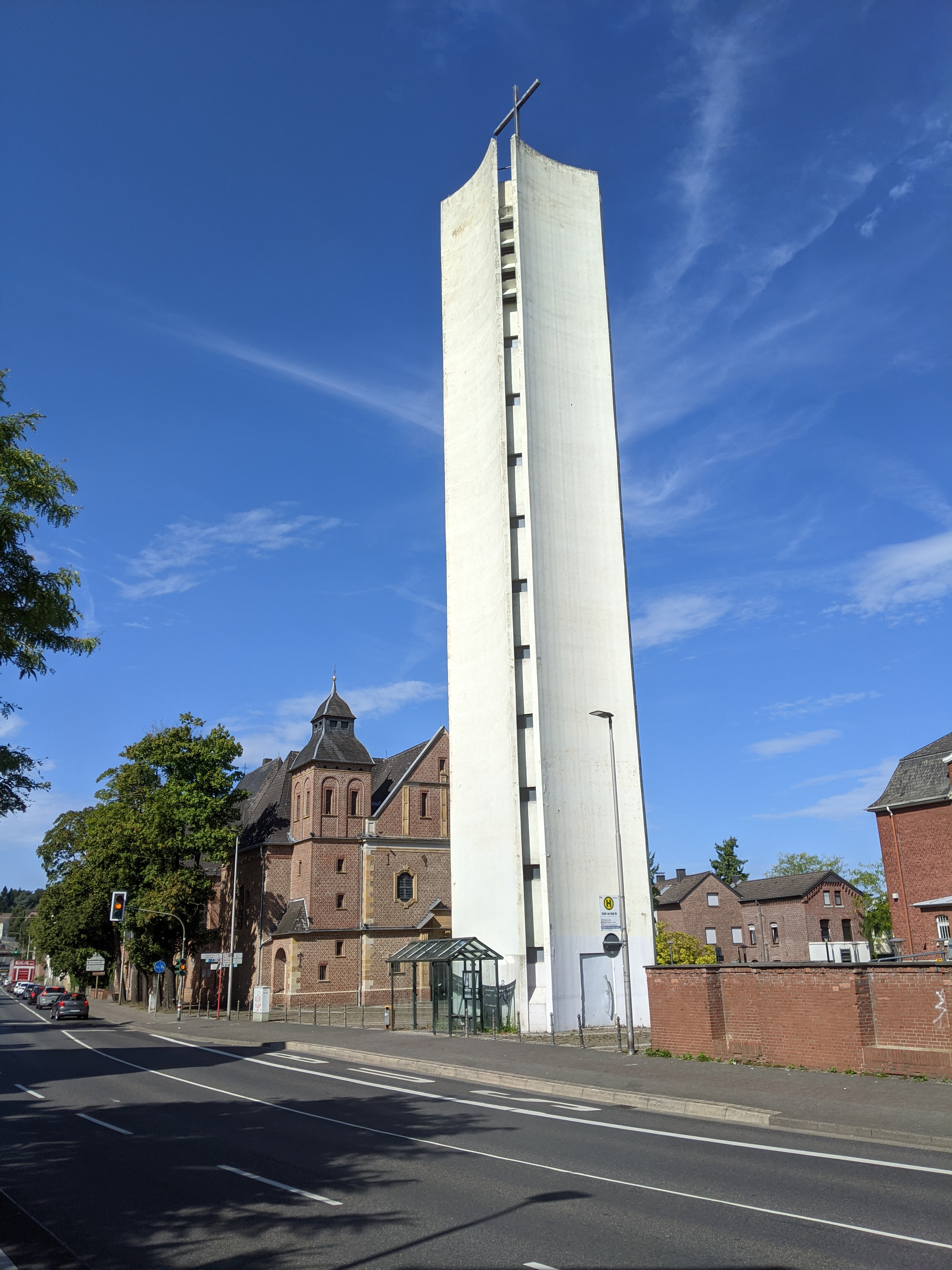
Glockenturm

Diese Kirche hatte einschließlich des Chores eine Grundfläche von 140 m², und so fand die stetig wachsende Gemeinde bald keinen Platz mehr. Die folgende Baugeschichte ist eine stete Abfolge von Anbauten und Erweiterungen. 1835 wurde unter Regierungsbaumeister Johann Baptist Cremer im Osten ein Querhaus und ein neuer Chor angebaut. 1912 erfolgte zunächst der Bau des Pfarrhauses durch den Aachener Architekten Heinrich van Kann, bevor in den Jahren 1913/14 eine durchgreifende Veränderung nach den Plänen von Diözesanbaumeister Heinrich Renard stattfand mit der Umgestaltung der Kirche zu einer Basilika und dem Drehen der Ausrichtung des Gebäudes. Das bestehende Langhaus ergab das Mittelschiff, das man um zwei Seitenschiffe ergänzte. Im Westen wurde ein neuer Chor gestaltet mit der Planung für einen seitlichen Turm und eine Sakristei. Infolgedessen musste auch die Ostfront an die neue Ausrichtung angepasst werden. Wegen Geldmangels konnte der Turm nur ansatzweise gebaut werden und die Sakristei entfiel. In dieser Form stellt sich der Bau heute im Wesentlichen dar. 1958/59 wurde die Sakristei ergänzt und 1965/66 ein freistehender Campanile in Sichtbeton errichtet.

## Ausstattung
1913 erwarb man einen barocken Hochaltar mit einem Marienbild, der 1728 für die Deutschordenskirche in Rachtig an der Mosel gefertigt worden war. Der Maler Josef Renard organisierte Umzug und Aufbau und führte auch die erste Ausmalung der Kirche aus. Er stellte die heutige Fassung unter Mitwirkung von Hans Schaffrath aus Aachen kurz vor 1925 fertig. Das Altarbild fand aber keinen Anklang und wurde durch eine Darstellung Jesus am Kreuz von Heinrich Brey aus Geldern ersetzt. 1938 wurde dies wieder rückgängig gemacht und das Bild von Brey hängt jetzt im östlichen Querhaus.

## Orgel
Der Orgelbauer Wilhelm Koulen (der Vater des Orgelbauers Heinrich Koulen) aus Waldfeucht baute auf Basis eines Vertrags von 1843 bis 1846 eine Orgel ein:
- Manual: Praestant 8′, Bourdon 16′ B/D, Hohlflaut 8′, Gamba 8′ B/D, Dulcian 8′, Octave 4′, Flaut 4′, Quinte 3′, Superoctave 2′, Mixtur 4fach 1 1/2′, Claron 4′ B, Trompete 8′ B/D, Fernflaut 8′ D, Gamba 4′ D
- Positiv: Praestant 4′, Bourdon 8′ B/D, Fernflaut 8′, Salicional 8′ B/D, Fagott/Clarinette 8′ B/D, Flaut 4′
- Pedal angehängt, C-f0

Aufgrund der bei der Abnahme festgestellter Mängel und einer Reihe nachfolgender Ausbesserungen war sie erst 1861 fertiggestellt.
1911 baute man die Orgel in Vorbereitung der Umbaumaßnahmen ab und lagerte sie beim Orgelbauer Dautzenberg in Linnich ein. Beim Einbau umfangreich überarbeitet, musste sie aber 1967 wegen Altersschäden stillgelegt werden. Orgelbauer Hans Lorenz aus Merkstein restaurierte sie, und 1977 erklang die erneuerte und ausgebaute Orgel:
- 1. Manual Oberwerk: Bordun 16′ (alt), Prinzipal 8′ (z. T. alt), Dolce 8′, Hohlflaut 8′, Oktave 4′, Flöte 4′, Quinte 1 2/3′ (alt), Oktave 2′ (alt), Terz 1 3/5′ (alt, aus Salicet 4′), Mixtur (neu), Trompete 8′ (neu), Clairon 4′ (neu)
- 2. Manual Unterwerk (Schwellwerk): Gedackt 8′ (alt), Fernflaut 8′ (alt), Praestant 4′ (z. T. alt), Flöte 4′ (z. T. alt, z. T. 1950er-Jahre-Nachthorn-Fremdpfeifen), Flöte 2′ (z. T. alt), Zimbel 3fach 2/3′ (neu), Dulcianregal 8′ (neu)
- Pedal: Subbass 16′ (1913), Octavbass 8′ (1913), Bordun 8′ (1913), Choralbass 4′ (neu), Quintade 2′ (neu), Rauschpfeife 2 2/3′ (neu), Fagott 16′ (neu)

1990 führte Hans Lorenz noch eine Änderung durch: Quintade 2′ und Rauschpfeife wurden ersetzt durch Clairon 4′ und Trompete 8′
Für kleinere Anlässe fertigte Alfred Wild aus Saverne eine 1992 eingeweihte Orgel an:
- 1. Manual: Bourdon 8′, Prestant 4′, Flute à cheminée 4′, Doublette 2′
- 2. Manual: Bourdon 8′, Nasard 2 2/3′, Tierce 1 3/5′